# Psathyrostachys scabriphylla
Psathyrostachys scabriphylla är en gräsart som beskrevs av Jiří Ponert. Psathyrostachys scabriphylla ingår i släktet Psathyrostachys och familjen gräs. Inga underarter finns listade i Catalogue of Life.